# Треццо-суль-Адда
Треццо-суль-Адда (итал. Trezzo sull'Adda, ломб. Trezz) — коммуна в Италии, в провинции Милан области Ломбардия.
Население составляет 12 412 человек (2008 г.), плотность населения — 955 чел./км². Занимает площадь 13 км². Почтовый индекс — 20056. Телефонный код — 02.
Покровителем населённого пункта считается святой Каетан Тиенский, празднование 7 августа.

## Демография
Динамика населения:

## Города-побратимы
- Чево, Италия

## Администрация коммуны
- Официальный сайт: http://www.comune.trezzosulladda.mi.it/